# Хаслох (Рајна-Палатинат)
Хаслох (њем. Haßloch) општина је у њемачкој савезној држави Рајна-Палатинат. Једно је од 48 општинских средишта округа Бад Диркхајм. Према процјени из 2010. у општини је живјело 20.486 становника. Посједује регионалну шифру (AGS) 7332025.

## Географски и демографски подаци
Хаслох се налази у савезној држави Рајна-Палатинат у округу Бад Диркхајм. Општина се налази на надморској висини од 110 метара. Површина општине износи 40,0 km². У самом мјесту је, према процјени из 2010. године, живјело 20.486 становника. Просјечна густина становништва износи 513 становника/km².

## Међународна сарадња
| Мјесто | Држава    | Врста сарадње | Од    |
| ------ | --------- | ------------- | ----- |
|        | Француска | партнерство   | 1961. |
| Извор  |           |               |       |